# Kay Goldsworthy

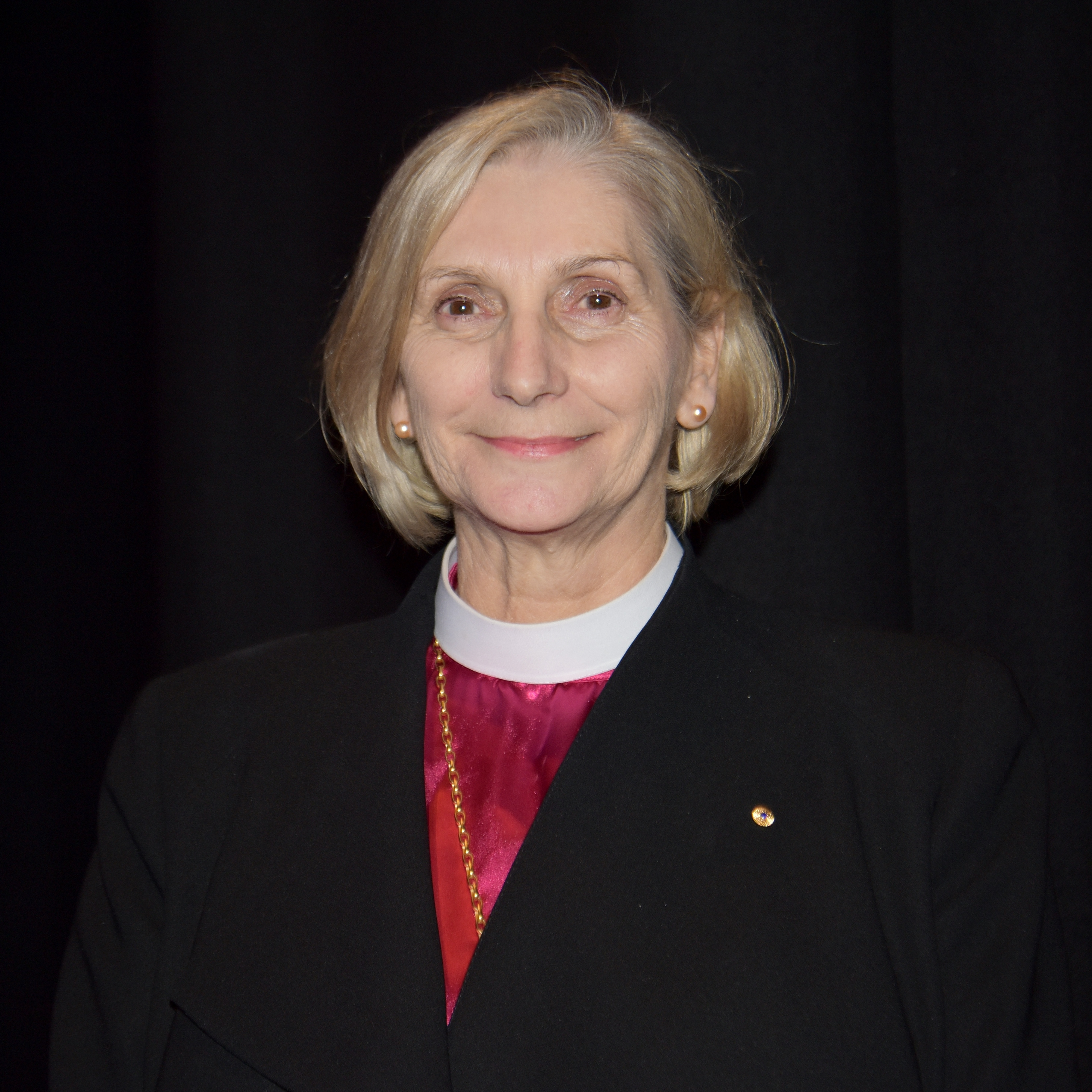
Kay Goldsworthy

Kay Maree Goldsworthy AO (* 1956 in Melbourne) ist eine australische Bischöfin der Anglican Church of Australia.

## Leben
Nach ihrer Schulzeit studierte Goldsworthy anglikanische Theologie. 1992 wurde Goldsworthy zur anglikanischen Priesterin geweiht. Goldsworthy wurde am 22. Mai 2008 in der St. George’s Cathedral in Perth zur Assistzenzbischöfin geweiht. Damit war sie die erste Frau, die in der Anglican Church of Australia Bischöfin wurde. Zuvor waren bereits seit 1989 Frauen als anglikanische Bischöfe in Kanada, Vereinigte Staaten und Neuseeland geweiht worden. Von 2015 bis 2018 war sie Diözesanbischöfin im Bistum Gippsland. Im Februar 2018 wurde Goldsworthy als Nachfolgerin von Roger Herft zur Erzbischöfin im Erzbistum Perth geweiht.
Goldsworthy ist verheiratet.